# Jérôme Peignot
Jérôme Peignot (* 10. Juni 1926 in Paris; † 19. Juli 2025) war ein französischer Romanautor, Dichter, Typografieexperte und Pamphletist.

## Leben und Werk
Jérôme Peignot wurde als Sohn der Sopranistin Suzanne Peignot (1895–1993) und des Typografen Charles Peignot (1897–1983) geboren. Der Typograf Rémy Peignot (1924–1985) war sein Bruder. Georges Peignot (1872–1915), Typograf und Direktor der Schriftgießerei G. Peignot & Fils, war sein Großvater. Jérôme Peignot besuchte das Lycée Louis-le-Grand in Paris. Im familiären Umfeld lernte er die wichtigsten Kulturschaffenden seiner Zeit kennen. Darunter Pierre Drieu la Rochelle, Francis Poulenc, François Mauriac, Henri Cartier-Bresson, Blaise Cendrars, Pablo Picasso und Colette. Jérôme Peignot war Novellist, Poet, Verfasser von Flugblättern und Experte für Typografie. Er verfasste mehr als dreißig Bücher und unterstützte seine Tante Colette Peignot (1903–1938), bei der Arbeit an ihrem Buch Laure.
Mit allen Aspekten (Form, materielle Beschaffenheit, Geschichte, Kunst, Epigraphik usw.) von Schrift befasste sich Jérôme Peignot. Eine wichtige Ausformung seiner Arbeit sind Figurengedichte. Seit den 1960er weitete er seine Tätigkeit auf die Bereiche Musique concrète und Akusmatik aus. Von 1981 bis 1991 lehrte Peignot an der Université Paris 1 Panthéon-Sorbonne.
2017 wurde das Buch Portraits en miroir (Les Impressions nouvelles, ISBN 978 2 87449 4 475) veröffentlicht. Zahlreiche Porträts, unter anderem von Charly Chaplin, Michel Foucault, Roland Barthes, Henri Matisse, sind darin zu finden, die Peignot persönlich kennengelernt hatte.

## Auszeichnungen
- 1962: Prix Sainte-Beuve
- 1977: Erwähnung bei Bologna Children’s Book Fair
- 1984: Ritterkreuz, Ordre des Arts et des Lettres